# A magyar állam tulajdonában álló műemlékek listája Veszprém vármegyében
Az alábbi lista a Veszprém vármegyében található, magyar állam tulajdonában álló, országos műemléki védettségű ingatlanokat tartalmazza.
 Az alábbi műemléki lista a Magyar Nemzeti Vagyonkezelő Zrt. nyilvántartásának 2013. szeptemberi állapotán alapul, az oldal tartalma csupán tájékoztató jellegű! Az országos műemléki nyilvántartás közhiteles forrása a Lechner Lajos Tudásközpont.
|  | Bővebben: Cseszneki vár |

|  | Bővebben: Somlói vár |

|  | Bővebben: Ecsérpusztai templomrom |

|  | Bővebben: Kinizsi-vár |

|  | Bővebben: sümegi vár |

|  | Bővebben: szigligeti vár |

|  | Bővebben: Megyeháza (Veszprém) |

|  | Bővebben: Nagyszeminárium (Veszprém) |